# Ammophila subassimilis
Ammophila subassimilis là một loài côn trùng cánh màng trong họ Sphecidae, thuộc chi Ammophila. Loài này được Strand miêu tả khoa học đầu tiên năm 1913.